# Bahnstrecke Mühldorf–Pilsting
| |                                                                      |                           |                           |
| Streckennummer (DB): | 5700                                                                 |                           |                           |
| Kursbuchstrecke (DB): | 945 (Mühldorf–Neumarkt-St. Veit) Gesamtstrecke ehem. 427h, 427n, 943 |                           |                           |
| Kursbuchstrecke: | 427n (1946) 427p (Mühldorf (Oberbay) – Neumarkt St Veit 1946)        |                           |                           |
| Streckenlänge: | 59,44 km                                                             |                           |                           |
| Spurweite: | 1435 mm (Normalspur)                                                 |                           |                           |
| Streckenklasse: | D4 (Mühldorf–Neumarkt-St. Veit)                                      |                           |                           |
| Maximale Neigung: | 12 ‰                                                                 |                           |                           |
| Minimaler Radius: | 283 m                                                                |                           |                           |
| Streckengeschwindigkeit: | 120 km/h                                                             |                           |                           |
| Zugbeeinflussung: | PZB                                                                  |                           |                           |
| |                                                                      |                           |                           |
| \| \| \| von Rosenheim \| \| \| \| \| von München Ost \| \| \| \| 61,692 \| Mühldorf (Oberbay) \| 411 m \| \| \| \| nach Freilassing \| \| \| \| \| nach Simbach (Inn) \| \| \| \| 62,689 \| Innkanal (40 m) \| Innkanal (40 m) \| \| \| 65,200 \| Bk Frixing[1] \| Bk Frixing[1] \| \| \| 65,839 \| Isen (23 m) \| Isen (23 m) \| \| \| 66,028 \| Isen (25 m) \| Isen (25 m) \| \| \| 68,411 \| Rohrbach (Oberbay) \| 415 m \| \| \| 72,790 \| Taibrechting (1947–1988) \| Taibrechting (1947–1988) \| \| \| \| Asenreith (1939–1945) \| \| \| \| 76,055 \| Rott (25 m) \| Rott (25 m) \| \| \| 77,288 \| Neumarkt-St. Veit \| 446 m \| \| \| \| nach Landshut (Bay) Hbf \| \| \| \| 79,530 \| Elsenbach (Abzw) \| Elsenbach (Abzw) \| \| \| \| nach Passau Hbf \| \| \| \| 83,400 \| Thambach \| Thambach \| \| \| 88,280 \| Gangkofen \| 448 m \| \| \| 93,960 \| Trennbach \| 474 m \| \| \| 102,690 \| Frontenhausen-Marklkofen \| 408 m \| \| \| \| Vils \| \| \| \| 104,400 \| Poxau \| Poxau \| \| \| 106,800 \| Steinberg-Warth \| Steinberg-Warth \| \| \| 110,400 \| Griesbach (b Dingolfing) \| Griesbach (b Dingolfing) \| \| \| 117,000 \| Mamming \| Mamming \| \| \| \| Isar \| \| \| \| \| von Landshut (Bay) Hbf \| \| \| \| 121,130 \| Pilsting \| 342 m \| \| \| \| nach Bayerisch Eisenstein \| \| \| \| \| \| \| \| Quellen: [2][3][4][5][6][7] \| \| \| \| |                                                                      |                           |                           |
| Strecke |                                                                      | von Rosenheim             | von Rosenheim             |
| Abzweig geradeaus und von links |                                                                      | von München Ost           | von München Ost           |
| Bahnhof | 61,692                                                               | Mühldorf (Oberbay)        | 411 m                     |
| Abzweig geradeaus und nach rechts |                                                                      | nach Freilassing          | nach Freilassing          |
| Abzweig geradeaus und nach rechts |                                                                      | nach Simbach (Inn)        | nach Simbach (Inn)        |
| Brücke über Wasserlauf | 62,689                                                               | Innkanal (40 m)           | Innkanal (40 m)           |
| ehemalige Blockstelle | 65,200                                                               | Bk Frixing                | Bk Frixing                |
| Brücke über Wasserlauf | 65,839                                                               | Isen (23 m)               | Isen (23 m)               |
| Brücke über Wasserlauf | 66,028                                                               | Isen (25 m)               | Isen (25 m)               |
| Bahnhof | 68,411                                                               | Rohrbach (Oberbay)        | 415 m                     |
| ehemaliger Haltepunkt / Haltestelle | 72,790                                                               | Taibrechting (1947–1988)  | Taibrechting (1947–1988)  |
| ehemaliger Dienststation / Betriebs- oder Güterbahnhof |                                                                      | Asenreith (1939–1945)     | Asenreith (1939–1945)     |
| Brücke über Wasserlauf | 76,055                                                               | Rott (25 m)               | Rott (25 m)               |
| Bahnhof | 77,288                                                               | Neumarkt-St. Veit         | 446 m                     |
| Abzweig geradeaus und nach links |                                                                      | nach Landshut (Bay) Hbf   | nach Landshut (Bay) Hbf   |
| ehemalige Blockstelle | 79,530                                                               | Elsenbach (Abzw)          | Elsenbach (Abzw)          |
| Abzweig ehemals geradeaus und nach rechts |                                                                      | nach Passau Hbf           | nach Passau Hbf           |
| Haltepunkt / Haltestelle (Strecke außer Betrieb) | 83,400                                                               | Thambach                  | Thambach                  |
| Bahnhof (Strecke außer Betrieb) | 88,280                                                               | Gangkofen                 | 448 m                     |
| Bahnhof (Strecke außer Betrieb) | 93,960                                                               | Trennbach                 | 474 m                     |
| Bahnhof (Strecke außer Betrieb) | 102,690                                                              | Frontenhausen-Marklkofen  | 408 m                     |
| Brücke über Wasserlauf (Strecke außer Betrieb) |                                                                      | Vils                      | Vils                      |
| Haltepunkt / Haltestelle (Strecke außer Betrieb) | 104,400                                                              | Poxau                     | Poxau                     |
| Haltepunkt / Haltestelle (Strecke außer Betrieb) | 106,800                                                              | Steinberg-Warth           | Steinberg-Warth           |
| Bahnhof (Strecke außer Betrieb) | 110,400                                                              | Griesbach (b Dingolfing)  | Griesbach (b Dingolfing)  |
| Bahnhof (Strecke außer Betrieb) | 117,000                                                              | Mamming                   | Mamming                   |
| Brücke über Wasserlauf (Strecke außer Betrieb) |                                                                      | Isar                      | Isar                      |
| Abzweig ehemals geradeaus und von links |                                                                      | von Landshut (Bay) Hbf    | von Landshut (Bay) Hbf    |
| ehemaliger Bahnhof | 121,130                                                              | Pilsting                  | 342 m                     |
| Strecke |                                                                      | nach Bayerisch Eisenstein | nach Bayerisch Eisenstein |
| |                                                                      |                           |                           |
| Quellen: |                                                                      |                           |                           |

Die Bahnstrecke Mühldorf–Pilsting ist eine eingleisige, nicht elektrifizierte Eisenbahnstrecke in Bayern. Sie wurde 1875 durch die Actiengesellschaft der bayerischen Ostbahnen als Teil der Verbindung zwischen Mühldorf und Plattling eröffnet und zum 1. Januar 1876 durch die Königlich Bayerischen Staatseisenbahnen übernommen. Während die Strecke auf dem südlichen Abschnitt von Mühldorf bis Neumarkt-Sankt Veit durch die dort abzweigenden Verbindungen nach Landshut und nach Passau zu einer wichtigen regionalen Verkehrsverbindung wurde, erlangte die übrige Strecke nie die erhoffte Bedeutung. 1969 legte die Deutsche Bundesbahn den Abschnitt von Neumarkt-Sankt Veit bis Pilsting still. Zwischen Neumarkt-Sankt Veit und Frontenhausen-Marklkofen wurde ab 1970 nur mehr Güterverkehr abgewickelt und der Abschnitt 2018 schließlich ebenfalls stillgelegt.

## Streckenverlauf

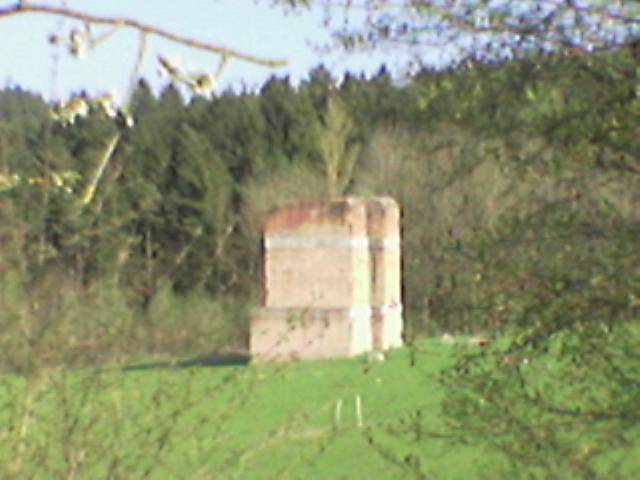
Brückenpfeiler Hof bei Mamming 2009

Ausgehend vom Eisenbahnknotenpunkt Mühldorf führt die Bahnstrecke zunächst rund zwei Kilometer Richtung Norden durch die Ebene zwischen Innkanal und Isen, ehe bei Rohrbach (Oberbayern) die regionstypische Hügellandschaft erreicht wird. Auf den rund 16 km von Mühldorf bis Neumarkt-Sankt Veit liegen keine größeren Orte an der Strecke, so dass neben dem Bahnhof Rohrbach lediglich eine inzwischen aufgegebene Unterwegsstation auf Höhe des Weilers Taibrechting bei Niederbergkirchen bestand. Kurz vor Neumarkt-Sankt Veit wird die Rott überquert, in deren Tal die Trasse auf den folgenden drei Kilometern angelegt wurde.
Die Stadt Neumarkt-Sankt Veit besitzt einen zentral gelegenen Bahnhof, der durch die abzweigenden Bahnstrecken nach Landshut und Passau zusätzliche Bedeutung erlangte. Während erstere die Strecke nach Pilsting unmittelbar nordöstlich des Bahnhofs Neumarkt-Sankt Veit verlässt, liegt der Abzweig der Rottalbahn etwa zwei Kilometer weiter östlich. Die Strecke nach Pilsting führt ansteigend weiter Richtung Norden, um nach dem früheren Zwischenhalt Thambach in einem Einschnitt die Wasserscheide zwischen Rott und Bina zu queren und anschließend in das Binatal hinabzuführen. Der dort gelegene Markt Gangkofen besaß einen deutlich westlich der Kernbebauung gelegenen Bahnhof. Nördlich von Gangkofen steigt die Strecke erneut an, um die Hügellinie zwischen Bina und Vils zu überqueren. Etwa an der höchsten von der Bahnstrecke erreichten Erhebung liegt das kleine Dorf Obertrennbach, in dem eine kleine Unterwegsstation namens Trennbach bestand. Auf den folgenden acht Kilometern fällt die Strecke wieder ab und erreicht über die Täler von Trenn- und Schwimmbach bei Marklkofen das Vilstal, dem die Trasse auf rund 1,5 km in Ost-West-Richtung folgt.
Im Dorf Marklkofen besteht als heutiger nördlicher Endpunkt der Strecke ein nach dem nahegelegenen Markt Frontenhausen mit dem Doppelnamen Frontenhausen-Marklkofen versehener Bahnhof. Westlich des Bahnhofs wurde bis zur 1969 erfolgten Stilllegung des Streckenabschnitts Frontenhausen-Marklkofen–Pilsting die Vils auf drei Brückensegmenten überquert. Über die kleinen Dörfer Poxau und Steinberg, wo zeitweise Zwischenhalte bestanden, führte das Gleis anschließend ansteigend Richtung Norden. Beim Weiler Wunder wurde in einem längeren Einschnitt die Wasserscheide zwischen Vils und Isar durchsetzt. Etwa dort lag auch die dem etwa 1,5 km entfernten Dorf Griesbach, einem Ortsteil des Marktes Reisbach, zugeordnete Zwischenstation. Mit teils erheblichem Gefälle führte die Strecke weiter nach Mamming, wo nördlich des durch ein größeres Brückenbauwerk gequerten Mamminger Bachs ein Bahnhof bestand. Das größte Kunstbauwerk der Strecke bestand auf dem folgenden Streckenabschnitt, wo auf einer aus fünf je 36 m langen Stahlfachwerksegmenten zusammengesetzten Brücke die Isar überquert wurde. Hinter Goben erreichte die Strecke schließlich den etwa zwei Kilometer südlich des namensstiftenden Marktes gelegenen Bahnhof Pilsting. Der folgende Abschnitt Pilsting–Plattling ist heute Teil der Bahnstrecke Landshut–Plattling.

## Geschichte
Als Teil eines am 3. August 1869 durch die bayerische Staatsregierung genehmigten Bauprogramms der Actiengesellschaft der bayerischen Ostbahnen begann diese in jenem Jahr mit der Projektierung einer Bahnverbindung zwischen Mühldorf und Plattling. Zusammen mit der Bahnstrecke Rosenheim–Mühldorf der Königlich Bayerischen Staats-Eisenbahnen (K.Bay.Sts.B) sowie der nördlich von Plattling anschließenden, ebenfalls durch die Ostbahn geplanten Bayerischen Waldbahn sollte diese eine überregionale Verbindung zwischen Inntal und Böhmen herstellen.
Die endgültige Baukonzession wurde der Ostbahn am 25. November 1872 erteilt, woraufhin noch im selben Jahr die ersten Arbeiten begannen. Unter Führung des Oberingenieurs Ludwig Fromm und des Architekten Carl Zenger konnte die 80,8 km lange Verbindung Mühldorf–Plattling innerhalb von knapp drei Jahren fertiggestellt werden. Die Eröffnung der weitgehend eingleisigen, im Hinblick auf das erwartete Verkehrsaufkommen jedoch auf einigen Streckenabschnitten bereits unter Berücksichtigung eines späteren zweiten Gleises trassierten Hauptbahn erfolgte am 15. Oktober 1875. Zwischen Pilsting und Landau, heute Teil der Strecke Landshut–Plattling, lag von Beginn an ein zweites Gleis. Zum 1. Januar 1876 wurde die Strecke zusammen mit der gesamten Ostbahngesellschaft in die K.Bay.Sts.B integriert.
In den folgenden Jahren wurden mehrere Zweigstrecken errichtet: Die am 15. Mai 1880 eröffnete Verbindung Landshut–Pilsting, die am 4. Oktober 1883 freigegebene Bahnstrecke Neumarkt-Sankt Veit–Landshut sowie die am 1. September 1879 zunächst bis Pocking fertiggestellte und zum 6. Oktober 1888 schließlich nach Passau verlängerte Rottalbahn.
Die erwartete überregionale Bedeutung der Bahnverbindung blieb aus; der Verkehr zwischen Tirol und Böhmen wurde weiterhin vorwiegend über München geführt. Der Abschnitt Pilsting–Plattling erlangte jedoch Bedeutung als Teil der Relation (München–)Landshut–Plattling(–Passau) und wurde dieser alsbald auch betrieblich zugeordnet. Regional wurde die Strecke zwischen Mühldorf und Neumarkt-Sankt Veit auch dank der Zweige nach Landshut und Pocking/Passau bald rege für den Personen- und Güterverkehr genutzt. Im Abschnitt Neumarkt-Sankt Veit–Pilsting wurden hingegen durch die relativ dünne Besiedlung, die teils weitab von den Orten gelegenen Bahnstationen und die überwiegend nicht der Bahnstrecke folgenden, sondern vor allem Richtung Landshut ausgerichteten Verkehrsbeziehungen nie hohe Reisendenzahlen erreicht.
Am 14. September 1899 stürzte zwischen Mühldorf und Rohrbach nach der Unterspülung der Fundamente des nördlichen Widerlagers die Brücke über die Isen ein, als sie von einem Personenzug befahren wurde. Vermutlich lag ein Baufehler bei der Fundierung der Brücke vor. Die Zahl der Opfer ist nicht bekannt.
Mit der Zunahme des motorisierten Individualverkehrs ab den 1950er-Jahren verzeichnete die Deutsche Bundesbahn (DB) zwischen Neumarkt-Sankt Veit und Pilsting einen zunehmenden Rückgang der ohnehin niedrigen Beförderungszahlen. Verschiedene Rationalisierungsmaßnahmen wurden vorgenommen, darunter die 1964 rechtskräftige Rückstufung des Abschnitts Neumarkt-Sankt Veit–Pilsting von einer Haupt- zu einer Nebenbahn. Dennoch war das Betriebsergebnis dieses Streckenabschnitts weiterhin unzureichend. Mit Billigung des Bundesverkehrsministeriums stellte die DB infolgedessen zum 29. September 1969 den Verkehr zwischen Frontenhausen-Marklkofen und Pilsting, mit Ausnahme einiger weniger Güterzüge zwischen Pilsting und Griesbach, ein. Mit der Aufgabe der Gütertransporte zwischen Griesbach und Pilsting zum 13. Dezember 1969 wurde der Abschnitt Frontenhausen-Marklkofen–Pilsting schließlich komplett stillgelegt. Die dortigen Gleisanlagen wurden in den folgenden Jahren abgebaut.
Zwischen Neumarkt-Sankt Veit und Frontenhausen-Marklkofen wurde nicht wesentlich länger SPNV angeboten; der letzte Reisezug verkehrte dort am 26. September 1970. Im Güterverkehr sorgte hingegen ein in Marklkofen ansässiges Werk des Automobilzulieferers Mann+Hummel über Jahre für gut ausgelastete Züge, ehe das Unternehmen in den 1990er-Jahren seine Transporte aus verschiedenen Gründen von der Bahn auf die Straße verlagerte. Einziger regelmäßiger Nutzer der Teilstrecke Neumarkt-Sankt Veit–Frontenhausen-Marklkofen war danach ein regionaler Abfallzweckverband, der in Marklkofen Hausmüll in Container umlud und diese per Bahn zu einer Müllverbrennungsanlage (MVA) in Burgkirchen befördern ließ. Um 1980 diente der Streckenabschnitt zwischen den Weilern Leitl und Kurthambach einige Kilometer südlich von Gangkofen als Drehort für die in einem Schweizer Zug spielenden Sequenzen der Kriminalkomödie Ach du lieber Harry, einer der erfolgreichsten deutschen Kinofilmproduktionen des Jahres 1981.
Die südliche Teilstrecke Mühldorf–Neumarkt-Sankt Veit wurde ab Ende des 19. Jahrhunderts betrieblich eng mit den in Neumarkt abzweigenden Verbindungen verknüpft und wird nach wie vor von Zügen der Relationen Mühldorf–Landshut und Mühldorf–Passau genutzt. Nach der Bahnstrukturreform und Auflösung der Deutschen Bundesbahn gelangte dieser Streckenabschnitt zur Organisationseinheit Südostbayernbahn der Deutschen Bahn. Am 27. September 2008 wurde das mechanische Stellwerk in Rohrbach und am 28. September das Spurplandrucktastenstellwerk in Neumarkt-St. Veit stillgelegt. Seit dem 28. September 2008 werden die dortigen Weichen und Signale komplett durch das ESTW Mühldorf ferngesteuert.
Der Streckenabschnitt Neumarkt St. Veit–Frontenhausen-Marklkofen wurde seit 2006 von der DB Netz AG zur Abgabe ausgeschrieben und am 30. Juni 2010 von der Rhein-Sieg-Eisenbahn (RSE) gepachtet. Wegen nötiger Investitionen in die Sanierung von Brücken und den Austausch der Holzschwellen von bis zu vier Millionen Euro wollte sich die RSE von der Strecke trennen. Da der Instandhaltungsrückstand die Betriebssicherheit gefährdete, musste die RSE die Strecke zum 9. Oktober 2017 sperren. Mit Wirkung vom 22. Mai 2018 ist die Strecke durch das Bayerische Staatsministerium für Wohnen, Bau und Verkehr nach einem entsprechenden Antrag durch die Rhein-Sieg-Eisenbahn GmbH stillgelegt worden. Es bestand allerdings bis Ende 2019 noch ein wenig Hoffnung auf eine Streckensanierung, da sich die Innrail UG um einen Betrieb der Strecke bemühte. Diese stellte jedoch den Geschäftsbetrieb Ende 2019 wegen des Fehlens einer Sicherheitsbescheinigung ein.
Am 28. Oktober 2024 wurde die Weiche am Abzweig Elsenbach entfernt, womit der stillgelegte Streckenabschnitt bis Frontenhausen-Marklkofen ohne Verbindung zum übrigen Bahnnetz ist.

## Betrieb

### Personenverkehr
In den ersten Betriebsjahren wurden täglich zunächst zwei, später vier Zugpaare zwischen Mühldorf und Plattling, teilweise weiter bis Bayerisch Eisenstein, angeboten. Nach Eröffnung der Zweigstrecken wurde der Verkehr zwischen Mühldorf und Neumarkt-Sankt Veit sowie Pilsting und Plattling deutlich verdichtet, während auf dem mittleren Abschnitt die Verlängerung einiger Züge bis und von Rosenheim die einzige wesentliche Veränderung darstellte. 1924 wurden pro Tag drei Zugpaare auf der Gesamtstrecke gefahren, einige Jahre später wieder die gewohnten vier. Zur Gewinnung zusätzlicher Fahrgäste wurde in den Nachkriegsjahren der Zwischenhalt Poxau neu eingerichtet und das Fahrplanangebot neben den vier zwischen Mühldorf und Plattling pendelnden Zugpaaren um einen Eilzug Rosenheim–Plattling und zurück erweitert, der bis zur 1969 erfolgten Einstellung des Verkehrs zwischen Frontenhausen-Marklkofen und Pilsting angeboten wurde.
Zwischen Mühldorf und Neumarkt-Sankt Veit wird die Strecke seit Ende des 19. Jahrhunderts auch von zahlreichen Zügen der Strecken nach Landshut und Passau befahren. Zu diesen zählte in der ersten Hälfte des 20. Jahrhunderts in bescheidenem Umfang auch Fernverkehr, etwa in Form einer D-Zug-Wagengruppe Berlin–Mühldorf–Klagenfurt. Unter Regie der Deutschen Bundesbahn befuhren den Abschnitt Mühldorf–Neumarkt-Sankt Veit täglich zwischen 15 und 20 Personenzugpaare. In den 1990er-Jahren wurden diese Leistungen vertaktet, wobei die Bayerische Eisenbahngesellschaft beim Betreiber Südostbayernbahn zunächst sowohl auf der Relation Mühldorf–Passau als auch zwischen Mühldorf und Landshut jeweils zweistündliche Zugfahrten bestellte, die insbesondere auf letzterer Verbindung in den Hauptverkehrszeiten um zusätzliche Fahrten ergänzt wurden. Stündliche Fahrmöglichkeiten bestehen Richtung Landshut seit 14. Dezember 2008, Richtung Passau seit 12. Dezember 2009.

### Güterverkehr
Nachdem die erhoffte Nutzung der Strecke im überregionalen Güterverkehr ausblieb, beschränkte sich die Nutzung überwiegend auf die Bedienung der lokalen Kunden. Von Norden kommend wurde hierbei überwiegend bis einschließlich Gangkofen gefahren, von Süden her ausgehend vom Knoten Mühldorf bis Frontenhausen-Marklkofen. Gemischte Züge waren dabei unüblich; Personen- und Güterverkehr waren von Beginn an weitgehend getrennt.
Etwa seit den 1960er-Jahren wird der Abschnitt Mühldorf–Neumarkt-Sankt Veit(–Landshut) vermehrt auch von Zügen aus dem Bayerischen Chemiedreieck befahren. Als lokale Kunden waren insbesondere die Land- und Forstwirtschaft zu verzeichnen, zudem u. a. der Automobilzulieferer Mann+Hummel in Marklkofen sowie seit den 1980er-Jahren die regionalen Abfallentsorger. Nach der Abwanderung zahlreicher Frachtkunden aus eigenem Entschluss oder auf Bestreben der früheren Güterverkehrsbetreiber Deutsche Bundesbahn bzw. DB Cargo Deutschland waren 2008 neben den Ganzzügen aus dem Chemiedreieck nur mehr Flüssiggastransporte nach Dietfurt (Rottalbahn) und Abfalltransporte aus Frontenhausen-Marklkofen und Eggenfelden (an der Rottalbahn) Richtung Süden verblieben. Auf dem Abschnitt Neumarkt St. Veit–Frontenhausen-Marklkofen verkehrte bis zur Streckensperrung im Herbst 2017 nur noch das genannte werktägliche Müllzugpaar, das von DB Cargo Deutschland betrieben wurde.

### Fahrzeugeinsatz
Für den Betrieb in den Anfangsjahren genügten in der Regel die leistungsschwächeren Dampflokomotiven der Ostbahn bzw. der K.Bay.Sts.B. Zu den eingesetzten Typen zählten die Tenderlokomotiven des Typs D XII, die allgegenwärtigen C III sowie die B VI. Zu den durch die Deutsche Reichsbahn und die Bundesbahn verwendeten Dampflokomotiven zählten Fahrzeuge der Reihen 50, 54 und 57 im Güter- sowie 24, 64, 70 und 86 im Personenverkehr.
Schienenbusse der Reihen VT 95 und 98 übernahmen ab den 1950er Jahren einen Großteil der Personenverkehrsleistungen einschließlich des Eilzugpaars Rosenheim–Plattling, während im Güterverkehr Köf III und V 100 die Dampflokomotiven verdrängten. Letztere übernahmen schließlich auch die letzten bislang mit Dampfloks bespannten Personenzüge. Insbesondere vor den Güterzügen aus dem Chemiedreieck kamen ab den 1960er-Jahren auch Varianten der V 160 auf die Strecke.
Seit Anfang der 1990er Jahre werden die Reisezüge von Mühldorf nach Landshut und Passau überwiegend von Triebwagen der Baureihe 628, seltener auch mit Lokomotiven der Baureihe 218 gefahren. Den regionalen Güterverkehr wickelt DB Cargo seit 2006 mit Loks der Baureihe 294 ab, für die Chemieganzzüge wurden seit den 1990er-Jahren Vertreter der Reihen 217 und 232/233 genutzt. Inzwischen verkehren meist Class 77.

## Planungen
Die Strecke soll zwischen Mühldorf und Neumarkt-Sankt Veit zusammen mit der anschließenden Bahnstrecke Neumarkt-Sankt Veit–Landshut elektrifiziert werden. Die Deutsche Bahn begann 2021 mit den Planungen und schloss die Vorplanung des Projekts Mitte 2024 ab. Seitdem wird die daran anschließende parlamentarische Befassung im Bundestag vorbereitet. Das Bundesministerium für Digitales und Verkehr beabsichtigte im Oktober 2024, die parlamentarische Befassung noch vor der planmäßig im September 2025 stattfindenden Bundestagswahl anzustoßen.